# Valle 1 y Valle 2
Valle 1 y Valle 2 son dos plantas de energía termosolar colindantes de colectores cilindro-parabólicos, situadas en San José del Valle (Cádiz, España).

## Valle 1 y Valle 2
Las plantas termosolares Valle 1 y Valle 2, en operación comercial desde enero de 2012, están ubicadas en San José del Valle (Cádiz). Se trata de dos plantas gemelas colindantes de 50 MW cada una propiedad de Torresol Energy. Ambas están desarrolladas con tecnología de colectores cilindro-parabólicos y disponen de un sistema de almacenamiento en sales fundidas que les permite seguir produciendo electricidad durante 7,5 horas sin sol, es decir, de noche o con tiempo nublado. 
La construcción de Valle 1 y Valle 2 comenzó en diciembre de 2009 y concluyó en diciembre de 2011. Alrededor de 4500 trabajadores superaron las 2 700 000 horas de trabajo durante los dos años de construcción y hasta la puesta en marcha de las plantas, conectadas ya a la red nacional española. Cada una de ellas, de 50 MWe, es capaz de suministrar 160 GWh al año de energía limpia y segura para abastecer a 40 000 hogares. Juntas consiguen reducir en más de 90 000 toneladas al año las emisiones de CO2. Gracias al almacenamiento en sales fundidas, que permite a las plantas seguir produciendo electricidad en ausencia de radiación solar, esta fuente limpia se convierte además en gestionable, al ser capaz de suministrar a la red en función de la demanda.
Valle 1 y Valle 2 representan una inversión total de 700 millones de €, la mayor inversión privada hasta la fecha en la provincia de Cádiz.

## Tecnología de colectores cilindro-parabólicos
Valle 1 y Valle 2 emplean tecnología de colectores cilindro-parabólicos del tipo SENERtrough®, que concentran la radiación solar en un tubo colector central por el que circula aceite térmico. Además, cuentan con un sensor óptico de alta precisión que realiza un seguimiento del sol de este a oeste. El aceite caliente es empleado para vaporizar agua que, mediante la expansión en una turbina de vapor, acciona un generador eléctrico que inyecta la energía a la red.
Torresol Energy promueve el desarrollo tecnológico, la construcción, la explotación y el mantenimiento de grandes plantas de energía solar por concentración en todo el mundo. Con la entrada en funcionamiento de Valle 1 y Valle 2, esta compañía ha desarrollado ya tres proyectos, entre ellos Gemasolar, que comenzó su operación comercial en mayo de 2011.